# 岩松鷹司
岩松 鷹司（いわまつ たかし、1938年2月11日 - ）は日本の生物学者。愛知教育大学名誉教授、日本動物学会評議員。生殖生物学と発生生物学の専門家。

## 概要
高知県高知市長浜出身。東京農業大学を卒業後、名古屋大学大学院理学研究科生物学専攻に進学し、山本時男に師事した。
メダカを研究材料として選び、卵の操作等の微細実験技術を独自に開発し、卵や受精の発生現象に多くの業績をあげた。イクオリンを用いた受精波の可視化などで有名。定年退官時までに発表した論文は180編を超える。
生殖生物学、発生生物学だけではなく、メダカの分類学、形態学にも多くの業績があり、それらは『メダカ学全書』を始めとした多数の著書に結実されている。
趣味として蝶の羽による数点の絵画を手掛けている｡
定年退職後、日本めだかトラスト協会の初代会長に就任し、日本各地の野生メダカの保護運動にも取り組んでいる。
2017年秋の叙勲で瑞宝中綬章を受章。

## 著作リスト
- 『メダカのたんじょう』　絵：森上義孝　大日本図書　1998年5月　ISBN 4-477-00885-6
- 『メダカ学全書』　大学教育出版　1998年7月　ISBN 4-88730-287-8
- 『メダカと日本人』　青弓社　2002年5月　ISBN 4-7872-3201-0
- 『魚類の受精』　培風館　2004年4月　ISBN 4-563-07778-X
- 『新版 メダカ学全書』　大学教育出版　2006年11月　ISBN 4-88730-673-3